# Zeleno brdo
Zeleno brdo (en serbe cyrillique : Зелено брдо) est un quartier de Belgrade, la capitale de la Serbie. Il est situé dans la municipalité de Zvezdara. En 2002, il comptait 9 819 habitants.

## Présentation
Zeleno brdo constitue un prolongement septentrional du quartier de Mali Mokri Lug, au nord du Bulevar kralja Aleksandra (le « Boulevard du roi Alexadre ». Il s'étend jusqu'à Mirijevo au nord et Cvetkova pijaca et jusqu'à Zvezdara à l'est. Il est situé sur une colline qui porte le même nom, qui, en serbe, signifie la « colline verte ». Il constitue à lui seul une communauté locale (en serbe : Месна заједница et Mesna zajednica).